# Karl Kraepelin (Biologe)

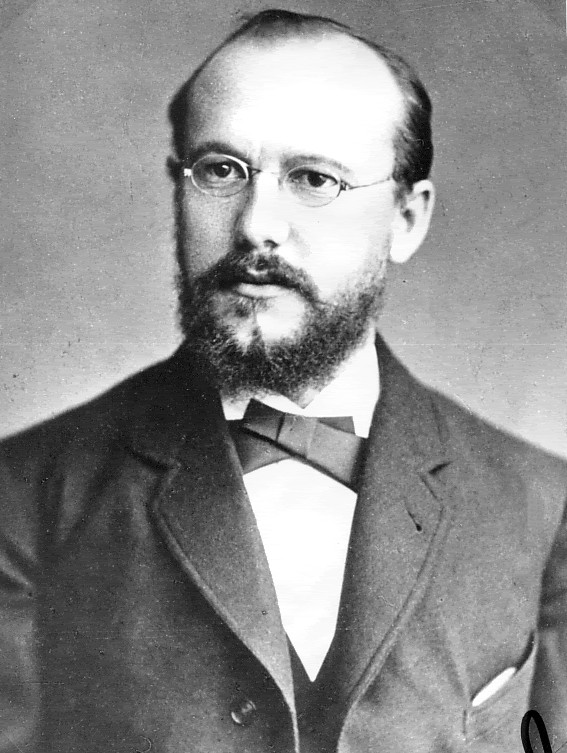
Karl Kraepelin

Karl Matthias Friedrich Magnus Kraepelin (* 14. Dezember 1848 in Neustrelitz; † 28. Juni 1915 in Hamburg) war ein deutscher Biologe, insbesondere Entomologe, und Direktor des Naturhistorischen Museums Hamburg.

## Leben und Wirken
Karl Kraepelin war ein Sohn des namensgleichen Schauspielers, Musiklehrers und Reuter-Rezitators Karl Kraepelin (1817–1882). Er besuchte das Gymnasium Carolinum in Neustrelitz und studierte von 1868 bis 1870 in Göttingen und danach in Leipzig Naturwissenschaften. 1873 wurde er zum Doktor phil. promoviert.
Kraepelin war bis 1878 Lehrer an der höheren Bürgerschule in Leipzig und danach bis 1889 an der Realschule des Johanneums in Hamburg, wo er 1887 Professor wurde. Ab 1879 war er Mitglied der Museumskommission des Hamburger Naturhistorischen Museums und von 1889 bis 1914 dessen Direktor. Im Jahr 1894 wurde er zum Mitglied der Leopoldina gewählt.
Im Jahr 1886 wies er 60 Tierarten in den Hamburger Wasserversorgungsanlagen nach, doch blieben seine Mahnungen ohne Konsequenzen, bis die Choleraepidemie von 1892 tausende Todesopfer in Hamburg forderte.
Kraepelin errang Weltruf als Spezialist für Skorpione, Glieder- und Walzenspinnen sowie Skolopender. Außerdem engagierte er sich – unter anderem als Mitverfasser der „Hamburger Thesen“ zum Schulunterricht 1901 und als Mitglied der Unterrichtskommission der Gesellschaft deutscher Naturforscher und Ärzte – für eine Reform des naturkundlichen Schulunterrichts und eine jugendgerechte Heranführung an entsprechende Themen. Sein 1907 erstmals erschienener Leitfaden für den biologischen Unterricht in den oberen Klassen der höheren Schulen wurde unter anderem Titel nach seinem Tod fortgesetzt. 
Sein Bruder war der Psychiater Emil Kraepelin.